# سيمون سوم
سيمون سوم (مواليد 11 أبريل 2001) هو لاعب كرة قدم سويسري يلعب في مركز خط الوسط المدافع في نادي زيورخ.

## روابط خارجية
- سيمون سوم على موقع الاتحاد الأوربي (الإنجليزية)
- سيمون سوم على موقع قاعدة بيانات كرة القدم.إي يو (الإنجليزية)
- سيمون سوم على موقع ناشيونال فوتبول تيمز (الإنجليزية)
- سيمون سوم على موقع Soccerway.com (الإنجليزية)
- سيمون سوم على موقع عالم كرة القدم.نت (الإنجليزية)